# ZTF J1901+1458
ZTF J1901+1458 är en ensam stjärna belägen i den norra delen av stjärnbilden Örnen nära Epsilon Aquilae, upptäckt av Zwicky Transient Facility omkring 2021. Den har en skenbar magnitud av ca 15,72 och kräver ett kraftfullt teleskop för att kunna observeras. Baserat på parallax enligt Gaia Data Release 3 på ca 24,15 mas beräknas den befinna sig på ett avstånd av ca 135 ljusår (ca 41,4parsec) från solen.

## Egenskaper
ZTF J1901+1458 är den mest massiva vita dvärgen som hittills (2021) hittats, med en massa på 1,35 gånger solens, nästan den största förväntade massan för denna typ av objekt. Dess radie är cirka 2 140 km, ungefär lika stor som jordens måne, och har en rotationsperiod på 7 minuter.
Objektets extrema rotationshastighet är svår att förklara utan att anta att ZTF J1901+1458 är resultatet av en vit dvärgfusion, nära den övre massgränsen för en stabil slutprodukt. Större vita dvärgfusioner skulle kunna vara en annan mekanism för supernovaproduktion, vilket inte nödvändigtvis tas med i beräkningen i hur man traditionellt har härlett mörk energi från supernovaobservationer.